# Gauchodaeus patagonicus
Gauchodaeus patagonicus – gatunek chrząszcza z rodziny wygonakowatych i podrodziny Chaetocanthinae. Jedyny z monotypowego rodzaju Gauchodaeus.
Rodzaj i gatunek opisali w 2012 roku M.J. Paulsen i Federico Ocampo. Jako miejsce typowe wskazano Piedra del Águila. Nazwa rodzajowa to połączenie słowa gaucho, określającego w Argentynie mieszkańców pampy, oraz nazwy rodzajowej Ochodaeus. Epitet gatunkowy patagonicus oznacza w łacinie „patagoński”.
Chrząszcz o ciele długości od 5,2 do 5,9 mm i szerokości od 2,5 do 2,7 mm, ubarwiony błyszcząco rudobrązowo. Powierzchnia jego głowy jest gęsto guzkowana, punktowana i oszczeciniona. Czułki buduje 10 członów, z których 3 formują owalną buławkę. Duże oczy nieco wystają poza obrys głowy. Nadustek ma długość wynoszącą połowę jego szerokości i prosty brzeg przedni. Narządy gębowe cechuje gęsto punktowana i oszczeciniona warga górna, kuliste lub nieregularne dwa ostatnie człony głaszczków wargowych oraz małe żuwaczki o zaokrąglonych brzegach zewnętrznych. Powierzchnia przedplecza jest gęsto pokryta średniej wielkości punktami i ma oszczeciniony guzek w przedniej części. Pokrywy mają zanikające szwy i nieregularnie rozmieszczone średnich rozmiarów punkty szczeciowe. Przednia para odnóży ma golenie z trzema zębami. Środkowa para odnóży ma grzebieniaste ostrogi na goleniach. W odsiebnych ⅓ długości tylnych goleni biegną duże listewki. Odwłok ma krótkie, pozbawione mechanizmu blokującego pokrywy propygidium oraz nie ma wyrostka strydulacyjnego.
Owad neotropikalny, endemiczny dla Argentyny, znany tylko z prowincji Neuquén. Odławiany od stycznia do marca.